# Медухово (Ярославская область)
Медухово — деревня в Брейтовском районе Ярославской области России. 
В рамках организации местного самоуправления входит в Гореловское сельское поселение, в рамках административно-территориального устройства — в Севастьянцевский сельский округ.

## География
Расположена на северо-западе Ярославской области, у побережья Рыбинского водохранилища, в 131 километре к северо-западу от Ярославля и в 10 километрах к юго-востоку от райцентра, села Брейтово. 

## Население
| 2007 | 2010 |
| ---- | ---- |
| 103  | ↘80  |

Согласно результатам переписи 2002 года, в национальной структуре населения русские составляли 99 % из 105 жителей.